# Лухакийв Мета Янівна
Мета (Мєета-Міральда) Янівна Лухакийв (до шлюбу Лагге) (14 серпня 1913, місто Нарва, тепер Естонія — 1993, повіт Вільяндімаа, Естонія) — радянська естонська політична діячка, ткаля фабрики «Кренгольмська мануфактура» міста Нарви. Депутатка Верховної Ради СРСР 1-го скликання (1941—1946).

## Життєпис
Народилася в робітничій родині в місті Нарві (за іншими даними — в селі Солдіна волості Вайвара повіту Іда-Вірумаа Естляндської губернії). Батько працював ремонтним робітником на залізниці, мати — ткалею фабрики «Кренгольмська мануфактура» в місті Нарві. Батьки брали участь у революційному русі і переслідувалися владою.
Закінчила початкову школу в місті Нарві, а в 1936 році — ткацьке відділення нарвської жіночої професійної школи. З 1936 по 1938 рік була безробітною.
З 1938 року працювала ткалею на фабриці «Креенхольм» у Нарві, належала до профспілки текстильників. У 1940—1941 роках — ткаля фабрики «Кренгольмська мануфактура» міста Нарви, учасниця стахановського руху, новаторка виробництва.
Під час німецько-радянської війни залишилася в Нарві, продовжувала працювати на фабриці. У 1942 році на деякий час заарештовувалась німецькою окупаційною владою.
Потім — на пенсії. Померла 28 травня 1993 року.